# Todd Cantwell
Todd Owen Cantwell (27 de febrer de 1998) és un futbolista professional anglès que juga de centrecampista pel Norwich City FC anglés.